# Ґанґотри (льодовик)

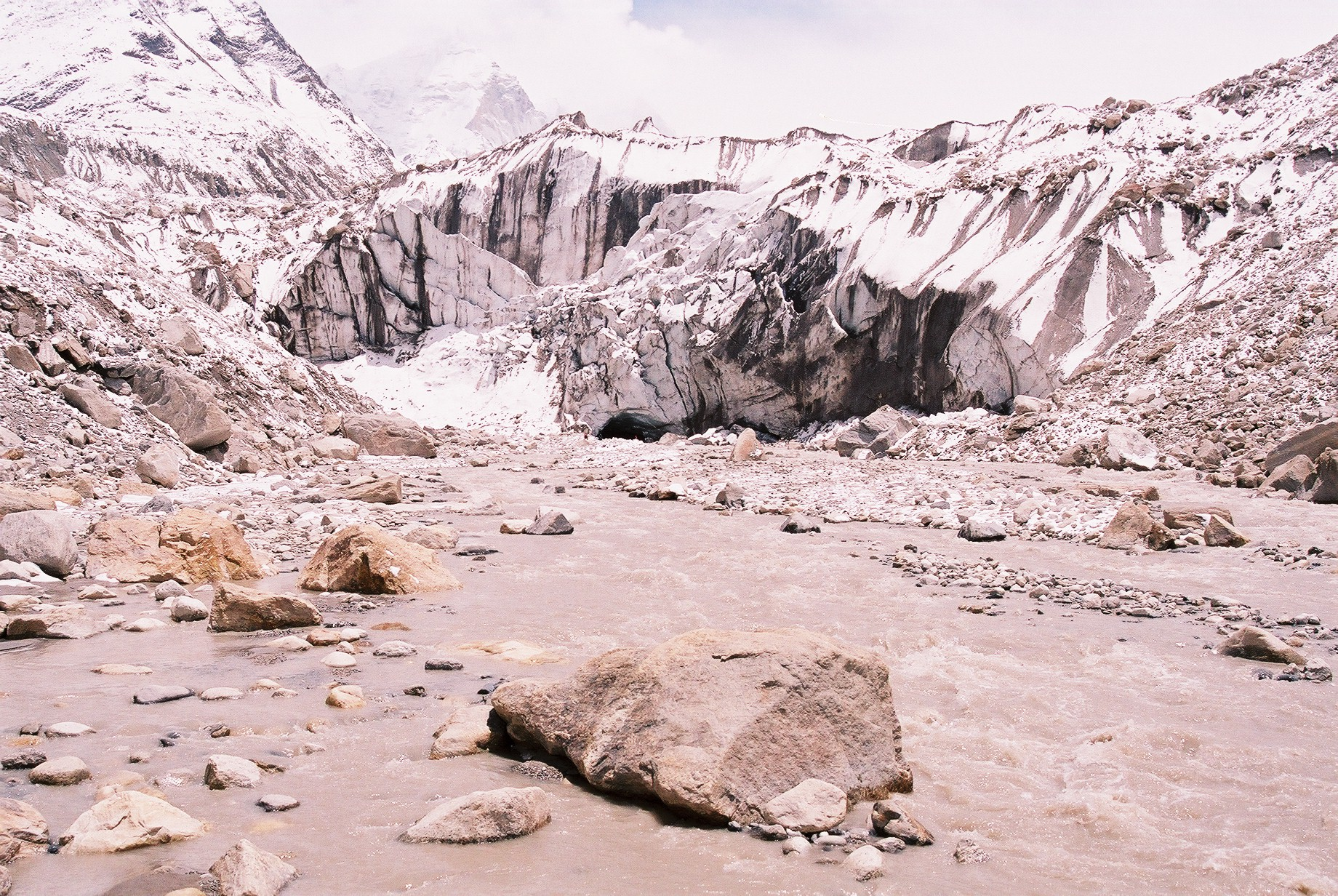
Ґаумукх

Льодовик Ґанґотри — льодовик в окрузі Уттаркаші індійського штату Уттаракханд, розташований біля кордону з Китаєм. Цей льодовик є джерелом річки Ґанґ та одним з найбільших в Гімалаях, його об'єм становить близько 27 км3. Льодовик має близько 30 км завдовжки і 2–4 км завширшки. Льодовик оточують вершини групи Ґанґотри, кілька з них відомі дуже складними маршрутами сходження, зокрема Шівлінґ, Тхалай-Саґар, Меру і Бхаґіратхі III. Він стікає у напрямку на північний захід, починаючись біля найвищої вершини групи, Чаукхамби.
Нижній кінець льодовика нагадує рот корови і має назву Ґаумукх (Goumukh або Gaumukh, від gou — «корова» і mukh — «обличчя»). Ґаумукх розташований за 18 км від селища Ґанґотри та є джерелом річки Бхаґіратхі, як Ґанґ називається у верхній течії, до злиття з Алакнандою.
Ділянка є традиційним місцем паломництва індусів. Вони вважають купання у льодяних водах біля Ґанґотрі священним ритуалом.
Як і більшість льодовиків у світі, зараз Ґанґотри швидко відступає.